# Tutta l'Italia
"Tutta l'Italia" é uma canção do DJ e produtor italiano Gabry Ponte, com vocais não creditados de Andrea Bonomo. Foi lançada a 31 de janeiro de 2025 através da Gekai e da Warner, sendo utilizada como tema oficial do Festival da Canção de Sanremo 2025. Mais tarde, venceu o San Marino Song Contest e representou esse país no Festival Eurovisão da Canção de 2025.
A canção combina batidas eletrónicas e de dança com elementos da música e tradição italianas, como o acordeão, a tarantela e referências à cultura pop italiana. Alcançou a 15.ª posição na tabela de singles italiana.

## Videoclipe
O videoclipe de "Tutta l'Italia", realizado por Attilio Cusani, foi lançado a 15 de fevereiro de 2025 no canal de YouTube de Ponte.